# 渡邉貴之
渡邉 貴之（わたなべ たかゆき、1972年 - ）は、日本の計算機科学者（計算機援用工学（CAE）・電子設計自動化（CAD, EDA）・並列分散処理・数値シミュレーション）。学位は博士（工学）（静岡大学・2000年）。静岡県立大学経営情報学部教授・大学院経営情報イノベーション研究科教授。新字体で渡辺 貴之（わたなべ たかゆき）とも表記される。
静岡県立大学経営情報学部准教授などを歴任した。

## 来歴

### 生い立ち
1972年、静岡県湖西市にて生まれた。静岡県立浜松北高等学校に進学し、1991年に卒業した。その後、静岡大学に進学し、工学部の光電機械工学科を1995年に卒業した。
卒業後はそのまま同大学の大学院に進学し、工学研究科の光電機械工学専攻にて学んだ。1997年に同研究科の修士課程を修了し、修士号を取得した。翌年、日本学術振興会の特別研究員となった。また、その後も同大学の大学院に在籍しており、2000年に電子科学研究科の博士後期課程を修了した。それにともない、博士（工学）の博士号を取得した。論文の題は 「高速伝送線路回路網の過渡解析に関する研究」。

### 研究者として
2000年より静岡県立大学に採用され、経営情報学部の助手に就任した。以来、静岡県立大学に奉職し、2005年に講師に昇任し、2008年には准教授に、2018年には教授に昇任した。また、その間には、2004年からジョージア工科大学の客員研究員も務めた。

## 研究
専門は情報工学であり、計算機援用工学（CAE）、電子設計自動化（CAD, EDA）、並列分散処理、数値シミュレーションといった分野の研究に取り組んでいる。特に、数値解析技術を設計の実装に応用する研究や、並列計算のアルゴリズムについての研究を手がけている。また、ネットワークを介した分散システム就いての研究も手がけている。
学術誌などへの論文の発表以外にも、専門誌への寄稿を行っている。たとえば、『Design Wave Magazine』ではカリフォルニア大学バークレー校で開発されたSPICEを取り上げ、Linux上でのアナログ回路シミュレータの技法を紹介していた。
2016年12月には、教員活動評価において業績が優秀と認められ静岡県立大学学長表彰を受けた。

## 略歴
- 1972年 - 誕生。
- 1995年 - 静岡大学工学部卒業。
- 1997年 - 静岡大学大学院工学研究科修士課程修了。
- 1998年 - 日本学術振興会特別研究員。
- 2000年 - 静岡大学大学院電子科学研究科博士後期課程修了。
- 2000年 - 静岡県立大学経営情報学部助手。
- 2004年 - ジョージア工科大学客員研究員。
- 2005年 - 静岡県立大学経営情報学部講師。
- 2008年 - 静岡県立大学経営情報学部准教授。
- 2018年 - 静岡県立大学経営情報学部教授。

## 賞歴
- 2004年 - 電子情報通信学会学術奨励賞。
- 2004年 - 浜松電子工学奨励会高柳研究奨励賞。
- 2016年 - 静岡県立大学学長表彰。

## 著作

### 共著
- 湯瀬裕昭・渡部和雄編著、鈴木直義ほか著『ネットワーク社会の情報リテラシ――Windows XP、Office XPからインターネット、Linuxまで』共立出版、2002年。ISBN 9784320120471
- 浅井秀樹・渡辺貴之著『電子回路シミュレーション技法』科学技術出版、2003年。ISBN 9784876532001
- 湯瀬裕昭・渡部和雄編著、鈴木直義ほか著『大学必修情報リテラシ――Windows Vista、Office 2007、Active!mail対応』共立出版、2009年。ISBN 9784320122284

### 寄稿
- 渡邉貴之稿「回路シミュレータと数値計算ツールを使ってみよう」『Design Wave Magazine』80号、CQ出版、2004年7月、97-99頁。
- 村山敏夫・渡邉貴之・浅井秀樹稿「シミュレーションの“違い”がわかる設計技術者になろう――PI解析、SI解析、EMI解析を支える基盤技術の全体像」『Design Wave Magazine』105号、CQ出版、2006年8月、86-95頁。